# ألعاب القوى في الألعاب البارالمبية الصيفية 1976
تألفت ألعاب القوى في الألعاب البارالمبية الصيفية 1976 من 207 منافسة. فازت الأرجنتين، ميانمار، هونغ كونغ، إندونيسيا وبيرو بميدالياتهم الأولى على الإطلاق في الألعاب البارالمبية الصيفية 1976.

## الدول المشاركة
- الأرجنتين (15)
- أستراليا (26)
- النمسا (37)
- جزر البهاما (6)
- بلجيكا (23)
- البرازيل (15)
- مينمار (4)
- كندا (66)
- كولومبيا (10)
- الدنمارك (13)
- الإكوادور (2)
- مصر (23)
- إثيوبيا (1)
- فيجي (8)
- فنلندا (40)
- فرنسا (8)
- بريطانيا العظمى (30)
- اليونان (1)
- هونغ كونغ (9)
- المجر (1)
- إندونيسيا (12)
- جزيرة أيرلندا (12)
- إسرائيل (32)
- إيطاليا (15)
- اليابان (31)
- المكسيك (29)
- هولندا (17)
- نيوزيلندا (12)
- النرويج (15)
- بيرو (1)
- بولندا (18)
- جنوب إفريقيا (33)
- كوريا الجنوبية (1)
- إسبانيا (16)
- السويد (20)
- سويسرا (38)
- أوغندا (1)
- الولايات المتحدة (70)
- ألمانيا الغربية (63)

## جدول الميداليات
*   البلد المضيف (مضيف)
| المرتبة | فريق                   | ذهبية | فضية | برونزية | المجموع |
| ------- | ---------------------- | ----- | ---- | ------- | ------- |
| 1       | الولايات المتحدة (USA) | 39    | 34   | 26      | 99      |
| 2       | ألمانيا الغربية (FRG)  | 21    | 16   | 16      | 53      |
| 3       | المكسيك (MEX)          | 15    | 9    | 5       | 29      |
| 4       | إسرائيل (ISR)          | 15    | 5    | 7       | 27      |
| 5       | كندا (CAN)             | 12    | 18   | 18      | 48      |
| 6       | بولندا (POL)           | 12    | 2    | 3       | 17      |
| 7       | فنلندا (FIN)           | 11    | 15   | 10      | 36      |
| 8       | السويد (SWE)           | 8     | 6    | 9       | 23      |
| 9       | النمسا (AUT)           | 7     | 11   | 14      | 32      |
| 10      | أستراليا (AUS)         | 7     | 11   | 4       | 22      |
| 11      | اليابان (JPN)          | 7     | 6    | 3       | 16      |
| 12      | نيوزيلندا (NZL)        | 7     | 1    | 2       | 10      |
| 13      | بلجيكا (BEL)           | 6     | 3    | 2       | 11      |
| 14      | سويسرا (SUI)           | 5     | 5    | 7       | 17      |
| 15      | هولندا (NED)           | 5     | 5    | 3       | 13      |
| 16      | مصر (EGY)              | 5     | 1    | 1       | 7       |
| 17      | بريطانيا العظمى (GBR)  | 4     | 5    | 8       | 17      |
| 18      | جنوب إفريقيا (RSA)     | 4     | 3    | 7       | 14      |
| 19      | فرنسا (FRA)            | 4     | 1    | 1       | 6       |
| 20      | النرويج (NOR)          | 3     | 3    | 2       | 8       |
| 21      | الدنمارك (DEN)         | 3     | 0    | 1       | 4       |
| 22      | جزيرة أيرلندا (IRL)    | 2     | 9    | 6       | 17      |
| 23      | إيطاليا (ITA)          | 2     | 3    | 5       | 10      |
| 24      | إسبانيا (ESP)          | 2     | 3    | 1       | 6       |
| 25      | إندونيسيا (INA)        | 1     | 1    | 3       | 5       |
| 26      | الأرجنتين (ARG)        | 1     | 1    | 2       | 4       |
| 27      | مينمار (BIR)           | 1     | 1    | 1       | 3       |
| 28      | المجر (HUN)            | 0     | 0    | 1       | 1       |
| 28      | بيرو (PER)             | 0     | 0    | 1       | 1       |
| 28      | هونغ كونغ (HKG)        | 0     | 0    | 1       | 1       |
| المجموع | المجموع                | 209   | 178  | 170     | 557     |

## ملخص الميداليات

### أحداث الرجال
| الحدث                                  | الذهبية                                                                     | الفضية                                                                                 | البرونزية                                                                         |
| -------------------------------------- | --------------------------------------------------------------------------- | -------------------------------------------------------------------------------------- | --------------------------------------------------------------------------------- |
| 60 متر 1A                              | خوان ألماراز · المكسيك                                                      | فرانسيسكو دي لاس فونتيس · المكسيك                                                      | بيتر مارش · أستراليا                                                              |
| 60 متر 1B                              | إدواردو مونسالڤو · المكسيك                                                  | كارميلو أداريس · إيطاليا                                                               | والتر سيلر · النمسا                                                               |
| 60 متر 1C                              | د. ميلر · نيوزيلندا                                                         | ويست براونلو · الولايات المتحدة                                                        | هيروشي ناكاجاوا · اليابان                                                         |
| 60 متر A                               | ريتشارد كوزوخ · بولندا                                                      | شوزو ياجي · اليابان                                                                    |                                                                                   |
| 60 متر A                               | ريتشارد كوزوخ · بولندا                                                      | شوزو ياجي · اليابان                                                                    | جارلي يونسن · النرويج                                                             |
| 100 متر 2                              | غاري كير · الولايات المتحدة                                                 | أوسيبيو فالديس · المكسيك                                                               | تيري راي · بريطانيا العظمى                                                        |
| 100 م 3                                | جيم هيرنانديز · الولايات المتحدة                                            | لارس لوفستروم · السويد                                                                 | تشارلز ويليامز · الولايات المتحدة                                                 |
| 100 م 4                                | ديفيد كيلي · الولايات المتحدة                                               | ريموند ليفاندوفسكي · الولايات المتحدة                                                  | بيرجر نورد · السويد                                                               |
| 100 م 5                                | رولف يوهانسون · السويد                                                      | راندي ويكس · الولايات المتحدة                                                          | إيبو روك · هولندا                                                                 |
| 100 متر ب                              | وينفورد هاينز · الولايات المتحدة                                            | روبرت فولكنير · أستراليا                                                               | جوزيف أولاه · المجر                                                               |
| 100 متر ج                              | هارون دانزيجر · إسرائيل                                                     | ماجيلا بيلانجر · كندا                                                                  | إم جي تين وين · مينمار                                                            |
| 100 متر ج1                             | إم جي تين هجوي · مينمار                                                     | إم جي أونج ثان · مينمار                                                                | ألويس كارينر · النمسا                                                             |
| 100 متر د                              | ج. هاريسون · كندا                                                           | س. هولكومب · كندا                                                                      | لا يوجد                                                                           |
| 100 م د1                               | كيرت برينكمان · الولايات المتحدة                                            | م. جونسون · الولايات المتحدة                                                           | د. هدليستون · جنوب إفريقيا                                                        |
| 100 م هـ                               | دانييل جيلادي · إسرائيل                                                     | عشاري · إندونيسيا                                                                      | فيكو هلتونن · فنلندا                                                              |
| 100 م هـ1                              | كايهو · فرنسا                                                               | لا شيء                                                                                 | لا شيء                                                                            |
| 100 م ف                                | أنطونيو ديلجادو · إسبانيا                                                   | خوسيه سانتوس · إسبانيا                                                                 | عمران كوهين · إسرائيل                                                             |
| 100 م ف1                               | ب. بيري · فرنسا                                                             | لا شيء                                                                                 | لا شيء                                                                            |
| 100 م طرفٍ اصطناعي د1                   | فالتر فينك · النمسا                                                         | لا شيء                                                                                 | لا شيء                                                                            |
| 200 م 2                                | يوسيبيو فالديس · المكسيك                                                    | غاري كير · الولايات المتحدة                                                            | كارلو جانوكشي · إيطاليا                                                           |
| 200 م 3                                | جيم هرنانديز · الولايات المتحدة                                             | تشارلز ويليامز · الولايات المتحدة                                                      | بي. إتش. فان دير فيس · هولندا                                                     |
| 400 م 2                                | يوسيبيو فالديس · المكسيك                                                    | كارلو جانوكشي · إيطاليا                                                                | جوسيبي ترييستي · إيطاليا                                                          |
| 400 م 3                                | تشارلز ويليامز · الولايات المتحدة                                           | سيرخيو زيبييدا · المكسيك                                                               | جيم هرنانديز · الولايات المتحدة                                                   |
| 800 م 4                                | ديفيد كيلي · الولايات المتحدة                                               | ريمي أوفيم · بلجيكا                                                                    | كريس ستودارد · كندا                                                               |
| 800 م 5                                | P. كولستو · كندا                                                            | راندي ويكس · الولايات المتحدة                                                          | و. جيلينغ · ألمانيا الغربية                                                       |
| 1500 م 4                               | ديفيد كايلي · الولايات المتحدة                                              | رينيه كورونا · المكسيك                                                                 | بيرغر نورد · السويد                                                               |
| 1500 م 5                               | راندي ويكس · الولايات المتحدة                                               | P. كولستو · كندا                                                                       | و. جيلينغ · ألمانيا الغربية                                                       |
| 1500 م إي                              | سعيد دوارة · مصر                                                            | لا أحد                                                                                 | لا أحد                                                                            |
| 1500 م إي1                             | يورجن نيلسن · الدنمارك                                                      | لا أحد                                                                                 | لا أحد                                                                            |
| 1500 متر ف                             | ج. ألكسندر · فرنسا                                                          | ل. لارسن · النرويج                                                                     | هيكي مييتينن · فنلندا                                                             |
| 1500 متر ف1                            | ب. بيري · فرنسا                                                             | لا شيء                                                                                 | لا شيء                                                                            |
| 1500 متر مشي ب                         | ديريك هاوي · بريطانيا العظمى                                                | فيكتور غوتز · كندا                                                                     | هينينغ إريكسون · الدنمارك                                                         |
| 4×40 متر تتابع أ-ج                     | الولايات المتحدة (الولايات المتحدة الأمريكية)                               | المكسيك (المكسيك)                                                                      | ألمانيا الغربية (ألمانيا الغربية)                                                 |
| 4×60 متر تتابع 2-5                     | الولايات المتحدة (الولايات المتحدة الأمريكية)                               | السويد (السويد) · Bengt Christoffersson · رولف يوهانسون · Lars Lofstrom · Birger Nordh | المكسيك (المكسيك) · Rene Corona · Eusebio Valdez · Roberto Vargas · Sergio Zepeda |
| تتابع 4 × 100 متر الفئة E              | فنلندا (FIN) · رايمو هييري · فييكو هيلتونين · رينو ياسكيلاينن · أرفي لاتونن | None                                                                                   | None                                                                              |
| الوثب العالي (الانطلاق برجلين) الفئة A | سي. جيلفورس · السويد                                                        | مارتي جونتونين · فنلندا                                                                | جارل جونسون · النرويج                                                             |
| الوثب العالي الفئة A                   | جون بومان · الولايات المتحدة                                                | دوغ روبي · أستراليا                                                                    | تي. لويس · الولايات المتحدة                                                       |
| الوثب العالي الفئة B                   | أوغست هوفر · النمسا                                                         | ريتشارد بارنهارت · الولايات المتحدة                                                    | مارتن سالارت · بلجيكا                                                             |
| الوثب العالي الفئة C                   | يورغن جوهان · ألمانيا الغربية                                               | روني فرادكين · إسرائيل                                                                 | شيك كاو وونغ · هونغ كونغ                                                          |
| الوثب العالي د                         | أرنولد بولدت · كندا                                                         | كونراد ريسنر · النمسا                                                                  | و. هيلزينغر · ألمانيا الغربية                                                     |
| الوثب العالي هـ                        | أ. برويكهويسين · هولندا                                                     | لا أحد                                                                                 | لا أحد                                                                            |
| الوثب العالي ف                         | نيتسان أتزمون · إسرائيل                                                     | هيكي ميتيينين · فنلندا                                                                 | غيرهارد كولم · النمسا                                                             |
| الوثب الطويل أ                         | جارلي يوهانسن · النرويج                                                     | ك. جيلفورس · السويد                                                                    | هيكي كويستينين · فنلندا                                                           |
| الوثب الطويل ب                         | ريستو بيبو · فنلندا                                                         | خوليو غوتيريز · إسبانيا                                                                | ماتس ليندبلاد · السويد                                                            |
| الوثب الطويل C                         | روني فرادكين · إسرائيل                                                      | يورغن يوهان · ألمانيا الغربية                                                          | ديتر بيلز · ألمانيا الغربية                                                       |
| الوثب الطويل D                         | أرنولد بولدت · كندا                                                         | كونراد رايسنر · النمسا                                                                 | و. هيلزينغر · ألمانيا الغربية                                                     |
| الوثب الطويل E                         | يان كراوز · بولندا                                                          | أ. برويكهويزن · هولندا                                                                 | لا يوجد                                                                           |
| الوثب الطويل F                         | أنطونيو ديلغادو · إسبانيا                                                   | نيتسان آتزمون · إسرائيل                                                                | خوسيه سانتوس · إسبانيا                                                            |
| رمي العصا 1A                           | روبين فازكيز · المكسيك                                                      | باتريك مككول · جزيرة أيرلندا                                                           | رود فليغر · الولايات المتحدة                                                      |
| رمي الهراوة 1B                         | ج. كوخيوس · جنوب إفريقيا                                                    | ر. ميوز · كندا                                                                         | جوليوس دوفال · الولايات المتحدة                                                   |
| رمي الهراوة بالدقة 1A-1B               | فيليب ووترز · بلجيكا                                                        | سمير · مصر                                                                             | بيتر مارش · أستراليا                                                              |
| رمي القرص 1A                           | واين باتشت · أستراليا                                                       | باتريك ماككول · جزيرة أيرلندا                                                          | روبين فازكيز · المكسيك                                                            |
| رمي القرص 1B                           | ستيفن كيمبف · الولايات المتحدة                                              | جوليوس دوفال · الولايات المتحدة                                                        | ر. ميوز · كندا                                                                    |
| رمي القرص 1C                           | سيغمار هينكر · ألمانيا                                                      | مانفريد إميل · ألمانيا                                                                 | ديفيد هايندس · نيوزيلندا                                                          |
| رمي القرص 2                            | روبرت توسا · الولايات المتحدة                                               | كلاوس ستيفنز · جزيرة أيرلندا                                                           | دوج ليونز · كندا                                                                  |
| رمي القرص 3                            | إريك راسل · أستراليا                                                        | ديفيد ويليامسون · الولايات المتحدة                                                     | يتسحاق غاليتسكي · إسرائيل                                                         |
| رمي القرص 4                            | ريمي أوفيم · بلجيكا                                                         | يوجين رايمر · كندا                                                                     | لويس غرييب · الأرجنتين                                                            |
| رمي القرص 5                            | حاييم فليتر · إسرائيل                                                       | Ed Owen · الولايات المتحدة                                                             | راي كلارك · الولايات المتحدة                                                      |
| رمي القرص أ                            | بيكا كوجالا · فنلندا                                                        | كارل ليند · فنلندا                                                                     | تاديوش ميليفسكي · بولندا                                                          |
| رمي القرص B                            | يان بججوسكي · بولندا                                                        | تونو تالميا · فنلندا                                                                   | تيمو سوليسالو · فنلندا                                                            |
| رمي القرص C                            | هانز يوسفياك · ألمانيا الغربية                                              | ديتر بلز · ألمانيا الغربية                                                             | إي. كونيل · ألمانيا الغربية                                                       |
| رمي القرص C1                           | تاونو مانيلا · فنلندا                                                       | هاري موسبي · أستراليا                                                                  | موشيه باربالاط · إسرائيل                                                          |
| رمي القرص D                            | يشعياهو نافون · إسرائيل                                                     | كاندا · النمسا                                                                         | إيبه بيرجلند · السويد                                                             |
| رمي القرص D1                           | جون جيروم · الولايات المتحدة                                                | ج. بيهان · الولايات المتحدة                                                            | كورت برينكمان · الولايات المتحدة                                                  |
| رمي القرص E                            | أتي كاركاينين · فنلندا                                                      | ألويس بيز · ألمانيا الغربية                                                            | رايمو هيري · فنلندا                                                               |
| رمي القرص F                            | أشيل بيرات · بلجيكا                                                         | سيب غاسر · النمسا                                                                      | سانينج حنفي · إندونيسيا                                                           |
| رمي القرص J1                           | متولي أحمد خضر · مصر                                                        | لا شيء                                                                                 | لا شيء                                                                            |
| رمي الرمح 1C                           | تومي هايت · الولايات المتحدة                                                | زيغمار هنكر · ألمانيا الغربية                                                          | جوانتر سبايس · ألمانيا الغربية                                                    |
| رمي الرمح 2                            | ج. ف. ج. وايرس · هولندا                                                     | رون هالسي · الولايات المتحدة                                                           | جون كيستيل · أستراليا                                                             |
| رمي الرمح 3                            | رينو ليفيس · الولايات المتحدة                                               | إريك راسل · أستراليا                                                                   | ديفيد ويليامسون · الولايات المتحدة                                                |
| رمي الرمح 4                            | مايكل كانينغهام · جزيرة أيرلندا                                             | جون كيد · أستراليا                                                                     | يوجين رايمر · كندا                                                                |
| رمي الرمح 5                            | حاييم فلتر · إسرائيل                                                        | راي كلارك · الولايات المتحدة                                                           | ب. موريل · فرنسا                                                                  |
| رمي الرمح أ                            | بيكا كويالا · فنلندا                                                        | ياجو ميكوليتش · أستراليا                                                               | روبرت فرايمن · بلجيكا                                                             |
| رمي الرمح ب                            | تيمو سولي سالو · فنلندا                                                     | تيرجي هانسن · النرويج                                                                  | إيدار هونستاد · النرويج                                                           |
| رمي الرمح C                            | E. كوهينل · ألمانيا الغربية                                                 | J. ستام · هولندا                                                                       | بيلانزر · النمسا                                                                  |
| رمي الرمح C1                           | E. نيبوهر · ألمانيا الغربية                                                 | ألويس كارينر · النمسا                                                                  | W. ليروبو · جنوب إفريقيا                                                          |
| رمي الرمح D                            | إيبي بيرجلند · السويد                                                       | ليون سور · فرنسا                                                                       | رينو تييفونن · فنلندا                                                             |
| رمي الرمح D1                           | جون جيروم · الولايات المتحدة                                                | J. بيهان · الولايات المتحدة                                                            | M. جونسون · الولايات المتحدة                                                      |
| رمي الرمح F                            | أشيل برايت · بلجيكا                                                         | M. روبرتس · بريطانيا العظمى                                                            | سانينج حنافي · إندونيسيا                                                          |
| رمي الرمح J                            | أفراهام ليفي · إسرائيل                                                      | لا شيء                                                                                 | لا شيء                                                                            |
| رمي الرمح J1                           | متولي أحمد خضر · مصر                                                        | لا شيء                                                                                 | لا شيء                                                                            |
| رمي الرمح الدقيق 1C-5                  | فالتر تلسنيغ · النمسا                                                       |                                                                                        | هونوريو روميرو · الأرجنتين                                                        |
| رمي الرمح الدقيق 1C-5                  | روي نونغستر · الولايات المتحدة                                              |                                                                                        | هونوريو روميرو · الأرجنتين                                                        |
| رمي الرمح الدقيق C                     | تشهيرو هاتا · اليابان                                                       | أنتي نيكسينن · فنلندا                                                                  | ي. ستام · هولندا                                                                  |
| رمي الرمح الدقيق C1                    | تاونو مانيلّا · فنلندا                                                       | كالي راجانالمي · فنلندا                                                                | بنجت-جوستا يوهانسون · السويد                                                      |
| رمي الرمح الدقيق D                     | إبي بيرغلند · السويد                                                        | يوشيهارو هونبا · اليابان                                                               | وينكلر · النمسا                                                                   |
| رمي الرمح الدقيق D1                    | ج. بيهان · الولايات المتحدة                                                 | د. هودلستون · جنوب إفريقيا                                                             | زنجي هاسيجاوا · اليابان                                                           |
| رمي الرمح الدقيق E                     | فيكو هيلتونين · فنلندا                                                      | كريس فاسي · كندا                                                                       | رايمو هيري · فنلندا                                                               |
| رمي الرمح الدقيق F                     | إتريا ديني · إندونيسيا                                                      | فيكو سوكاس · فنلندا                                                                    | عبدو · مصر                                                                        |
| رمي الرمح الدقيق J                     | أفراهام ليفي · إسرائيل                                                      | لا أحد                                                                                 | لا أحد                                                                            |
| رمي الرمح الدقيق J1                    | متولي أحمد خضر · مصر                                                        | لا أحد                                                                                 | لا أحد                                                                            |
| دفع الجلة 1A                           | إندوند ويبر · ألمانيا الغربية                                               | واين باتشت · أستراليا                                                                  | روبين فاسكيز · المكسيك                                                            |
| دفع الجلة 1B                           | يوليوس دوفال · الولايات المتحدة                                             | ستيفن كيمبف · الولايات المتحدة                                                         | فابيان كولبرينر · سويسرا                                                          |
| دفع الجلة 1C                           | غونتر سبيس · ألمانيا الغربية                                                | سيغمار هنكر · ألمانيا الغربية                                                          | تومي هايت · الولايات المتحدة                                                      |
| دفع الجلة 2                            | دوغ ليونز · كندا                                                            | موراي تود · أستراليا                                                                   | كلاوس ستيفنز · جزيرة أيرلندا                                                      |
| دفع الجلة 2                            | دوغ ليونز · كندا                                                            | موراي تود · أستراليا                                                                   | ن. ويبر · جنوب إفريقيا                                                            |
| دفع الجلة 3                            | إريك راسل · أستراليا                                                        | ل. لابوشان · جنوب إفريقيا                                                              | جيم سافاج · نيوزيلندا                                                             |
| دفع الجلة 4                            | بيل لين · نيوزيلندا                                                         | يوهان شوخباور · ألمانيا الغربية                                                        | والتر فالر · النمسا                                                               |
| دفع الجلة 5                            | راي كلارك · الولايات المتحدة                                                | هورست جوتهيلف · ألمانيا الغربية                                                        | حاييم فلتر · إسرائيل                                                              |
| دفع الجلة A                            | بيكا كويالا · فنلندا                                                        | كارل ليند · فنلندا                                                                     | و. كلاين · ألمانيا الغربية                                                        |
| دفع الجلة ب                            | ديتر غروندمن · ألمانيا الغربية                                              | تونو تالما · فنلندا                                                                    | أندريه باوليك · بولندا                                                            |
| دفع الجلة ج                            | ديتر بيلز · ألمانيا الغربية                                                 | إي. كونيل · ألمانيا الغربية                                                            | هانز جوزيفياك · ألمانيا الغربية                                                   |
| دفع الجلة ج1                           | توانو ماننيلا · فنلندا                                                      | الويس كارينر · النمسا                                                                  | موشيه باربلات · إسرائيل                                                           |
| دفع الجلة د                            | فيرنر برافاند · سويسرا                                                      | رينو تيفوينين · فنلندا                                                                 | عيساشار نافون · إسرائيل                                                           |
| دفع الجلة د1                           | جون جيروم · الولايات المتحدة                                                | ج. بيهان · الولايات المتحدة                                                            | د. هودلستون · جنوب إفريقيا                                                        |
| دفع الجلة E                            | ألويس بيز · ألمانيا الغربية                                                 | أتي كرككينن · فنلندا                                                                   | رينو ياسكيلينن · فنلندا                                                           |
| دفع الجلة F                            | أشيل برات · بلجيكا                                                          | سيب جاسر · النمسا                                                                      | إيتريا ديني · إندونيسيا                                                           |
| دفع الجلة J1                           | متولي أحمد خضر · مصر                                                        | لا أحد                                                                                 | لا أحد                                                                            |
| دقة كرة القدم E1                       | يورين نيلسن · الدنمارك                                                      | لا أحد                                                                                 | لا أحد                                                                            |
| مسافة كرة القدم E1                     | يورين نيلسن · الدنمارك                                                      | لا أحد                                                                                 | لا أحد                                                                            |
| التعرج 1A                              | خوان ألماز · المكسيك                                                        | رود فيليجر · الولايات المتحدة                                                          | إيد بات · كندا                                                                    |
| التعرج 1B                              | إدواردو مونسالڤو · المكسيك                                                  | كارميلو أداريس · إيطاليا                                                               | ليف هيدمان · السويد                                                               |
| التعرج 1C                              | دي. ميلر · نيوزيلندا                                                        | هيروشي ناكاجاوا · اليابان                                                              | تومي هايت · الولايات المتحدة                                                      |
| التعرج 2                               | أوسيبيو ڤالدز · المكسيك                                                     | إلوي غيريرو · إسبانيا                                                                  | شميكنج · ألمانيا الغربية                                                          |
| التعرج 2                               | أوسيبيو ڤالدز · المكسيك                                                     | إلوي غيريرو · إسبانيا                                                                  | كارلو جانوتشي · إيطاليا                                                           |
| التعرج 3                               | لارس لوفستروم · السويد                                                      | ميتشيو سايتو · اليابان                                                                 | جيمس ستيو · الولايات المتحدة                                                      |
| التعرج 4                               | يوشيتيرو هوشي · اليابان                                                     | براين مكينيكول · نيوزيلندا                                                             | كريس ستودارد · كندا                                                               |
| التعرج 5                               | إيساو كيشينو · اليابان                                                      | كينيشي توميتا · اليابان                                                                | رولف يوهانسون · السويد                                                            |
| الخماسي 1A                             | أ. ويست · بريطانيا العظمى                                                   | ماتي لاونونين · فنلندا                                                                 | لا أحد                                                                            |
| الخماسي 1B                             | شتاينر · ألمانيا الغربية                                                    | دينيس تشيرينكو · كندا                                                                  | ليف هيدمان · السويد                                                               |
| البنتاثلون 1C                          | غوينتر شبيس · ألمانيا الغربية                                               | زيغمار هنكر · ألمانيا الغربية                                                          | فيليكس ليتنر · النمسا                                                             |
| البنتاثلون 2                           | شمكينغ · ألمانيا الغربية                                                    | يوكو كورهونين · فنلندا                                                                 | كلارنس باستاراش · كندا                                                            |
| البنتاثلون 3                           | إريك راسل · أستراليا                                                        | كلينجانس · ألمانيا الغربية                                                             | ديفيد ويليامسون · الولايات المتحدة                                                |
| البنتاثلون 4                           | يوهان شوحباور · ألمانيا الغربية                                             | يوجين رييمر · كندا                                                                     | تايسو كاينو · فنلندا                                                              |
| البنتاثلون 5                           | راي كلارك · الولايات المتحدة                                                | فيليب باردول · بلجيكا                                                                  | إي. إنجلبريخت · جنوب إفريقيا                                                      |
| الخماسي A                              | ريتشارد كوزوخ · بولندا                                                      | روفين بيراخ · إسرائيل                                                                  | جاغو ميكوليتش · أستراليا                                                          |
| الخماسي B                              | أندريه باوليك · بولندا                                                      | لارس-جوران نيلسون · السويد                                                             | و. مارتنز · ألمانيا الغربية                                                       |
| الخماسي C                              | زفي هوفمان · إسرائيل                                                        | نيلز أندر · السويد                                                                     | أبشنر · النمسا                                                                    |
| الخماسي C1                             | بنت-جوستا جوهانسون · السويد                                                 | هنريك بيتكوفسكي · بولندا                                                               | كارل بريتشتيج · النمسا                                                            |
| الخماسي D                              | جيرهارد جرينينجر · النمسا                                                   | كارل هيدر · النمسا                                                                     | كريس أيرلاند · بريطانيا العظمى                                                    |
| الخماسي E                              | أ. برويخيوسن · هولندا                                                       | رينو يسكيلاينن · فنلندا                                                                | كريس فيسي · كندا                                                                  |
| الخماسي E1                             | ولفغانغ ماغنيت · النمسا                                                     | لا شيء                                                                                 | لا شيء                                                                            |
| الخماسي F                              | سيب غاسر · النمسا                                                           | هيكي ميتيينن · فنلندا                                                                  | عمران كوهين · إسرائيل                                                             |

### أحداث السيدات
| حدث                      | الذهبية                                       | الفضية                              | البرونزية                           |
| ------------------------ | --------------------------------------------- | ----------------------------------- | ----------------------------------- |
| 60 م 1أ                  | جوزيفينا كورنيخو · المكسيك                    | روث ويندت · الولايات المتحدة        | لورديز موراليس · المكسيك            |
| 60 م 1ب                  | مارثا ساندوفال · المكسيك                      | روزلين غالاغر · جزيرة أيرلندا       | روزا سيكاري · إيطاليا               |
| 60 م 1ج                  | تراسي فريمان · أستراليا                       | شارون مايرز · الولايات المتحدة      | جيلبيرت براسي · سويسرا              |
| 60 م 2                   | غلي لايفورد · الولايات المتحدة                | كاثلين فاغان · جزيرة أيرلندا        | كونسيبسيون سالجويرو · المكسيك       |
| 60 م 3                   | ب. هووي · بريطانيا العظمى                     | إلين بويد · الولايات المتحدة        | كارين كاسبر · الولايات المتحدة      |
| 60 م 4                   | آني كورنيل · بلجيكا                           | شارون راين · الولايات المتحدة       | كارول براينت · بريطانيا العظمى      |
| 60 م 5                   | هيلين هاكانسون · السويد                       | سيلكه بول · ألمانيا الغربية         | كونستانس هيد · الولايات المتحدة     |
| 60 م A                   | إيرينا باك · بولندا                           | ج. باكيت · كندا                     |                                     |
| 60 م A                   | إيرينا باك · بولندا                           | ت. ستيفنسون · كندا                  |                                     |
| 100 م B                  | ريدون لاجن · النرويج                          | ياسوكو تاكوتشي · اليابان            | ليندا بيثيل · بريطانيا العظمى       |
| 100 م D1                 | ب. مارتن · الولايات المتحدة                   | لا شيء                              | لا شيء                              |
| 100 م ف                  | لينا فرانزيس · إيطاليا                        | لا أحد                              | لا أحد                              |
| 200 م 2                  | إليزابيث بيسكولم · سويسرا                     | كونسيبسيون سالجويرو · المكسيك       | غلي ليفورد · الولايات المتحدة       |
| 200 م 3                  | إلين بويد · الولايات المتحدة                  | كارين كاسبر · الولايات المتحدة      | إميلي شوارتز · النمسا               |
| 400 م 2                  | إليزابيث بيسكولم · سويسرا                     | كونسيبسيون سالجويرو · المكسيك       | غلي ليفورد · الولايات المتحدة       |
| 400 م 3                  | إلين بويد · الولايات المتحدة                  | كارين كاسبر · الولايات المتحدة      | إميلي شوارتز · النمسا               |
| 800 م 4                  | شارون راهن · الولايات المتحدة                 | آني كورنيل · بلجيكا                 | جيزيلا هيرميس · ألمانيا الغربية     |
| 800 م 5                  | سيلك بول · ألمانيا الغربية                    | هيلين هاكانسون · السويد             | ماسا مي موريموتو · اليابان          |
| 1500 م F1                | لينا فرانزيسي · إيطاليا                       | لا شيء                              | لا شيء                              |
| 4×40 م تتابع 25          | الولايات المتحدة (الولايات المتحدة الأمريكية) | ألمانيا الغربية (ألمانيا الغربية)   | النمسا (النمسا)                     |
| الوثب العالي A           | ب. ستانجر · كندا                              | لا شيء                              | لا شيء                              |
| الوثب العالي ب           | ج. بلومفيلد · كندا                            | لا يوجد                             | لا يوجد                             |
| الوثب الطويل أ           | أ. أندرسون · السويد                           | دونا براون · الولايات المتحدة       | ت. ستيفنسون · كندا                  |
| الوثب الطويل ب           | ريدون لانجن · النرويج                         | لوسيل بايارجون · كندا               | لا يوجد                             |
| الوثب الطويل د           | ستيفانيا تشودوروك · بولندا                    | لا يوجد                             | لا يوجد                             |
| رمي الهراوة 1أ           | جوزفينا كورنيخو · المكسيك                     | روث ويندت · الولايات المتحدة        | جويس مورلاند · كندا                 |
| رمي الهراوة 1B           | مارتا ساندوفال · المكسيك                      | روث روزنبوم · الولايات المتحدة      | روزالين غالاغر · جزيرة أيرلندا      |
| رمي الهراوة الدقيق 1A-1B | ل. كلاسن · جنوب إفريقيا                       | جوزفينا كورنيخو · المكسيك           | روث روزنبوم · الولايات المتحدة      |
| رمي القرص 1A             | جوزفينا كورنيخو · المكسيك                     | روث ويندت · الولايات المتحدة        | جويس ميرلاند · كندا                 |
| رمي القرص 1B             | مارتا ساندوفال · المكسيك                      | روث روزنبوم · الولايات المتحدة      | روزالين غالاغر · جزيرة أيرلندا      |
| رمي القرص 1C             | جيلبيرت براسي · سويسرا                        | ترايسي فريمان · أستراليا            | شارون مايرز · الولايات المتحدة      |
| رمي القرص 2              | كريستينا أوفتشارسيك · بولندا                  | كاثلين فاجان · جزيرة أيرلندا        | كريستين دوبريل · جزيرة أيرلندا      |
| رمي القرص 3              | إيف م. ريمر · نيوزيلندا                       | إميلي شوارز · النمسا                | والتراود هاجنلوشر · ألمانيا الغربية |
| رمي القرص 4              | أورا جولدشتاين · إسرائيل                      | لوسي رايش · كندا                    | دارلين كوينلان · الولايات المتحدة   |
| رمي القرص 5              | هيزل تيري · بريطانيا العظمى                   | زيبورا روبين-روزنباوم · إسرائيل     | ج. جوزيفس · جنوب إفريقيا            |
| رمي القرص A              | ج. باكيت · كندا                               | ماري هاروور · بريطانيا العظمى       | مارجريت جروجين · سويسرا             |
| رمي القرص الفئة باء      | بوزينا كوياتكوفسكا · بولندا                   | ل. لاهاي · كندا                     | ليندا بيثل · بريطانيا العظمى        |
| رمي القرص الفئة دال      | ث. إنغلبيرتينك · هولندا                       | إيدلتراود روسو · سويسرا             | لا شيء                              |
| رمي الرمح الفئة 1C       | تراسي فريمان · أستراليا                       | جيلبيرت براسي · سويسرا              | شارون مايرز · الولايات المتحدة      |
| رمي الرمح الفئة 2        | مارغيت كويل · ألمانيا الغربية                 | إلين شرايبر · أستراليا              | كريستين دوبريل · جزيرة أيرلندا      |
| رمي الرمح الفئة 3        | إيف م. ريمر · نيوزيلندا                       | والترود هاغنلوخر · ألمانيا الغربية  | روزالي هيكسون · الولايات المتحدة    |
| رمي الرمح 4              | دارلين كوينلان · الولايات المتحدة             | ميكي سترول · الولايات المتحدة       | إلين إيل · كندا                     |
| رمي الرمح 5              | زيبورا روبين-روزنبوم · إسرائيل                | ج. جوزيفس · جنوب إفريقيا            | مارغريت أوبراوتر · النمسا           |
| رمي الرمح A              | ج. باكيت · كندا                               | لا أحد                              | لا أحد                              |
| رمي الرمح B              | لوسيل بايلارجون · كندا                        | ليندا بيثيل · بريطانيا العظمى       | لا أحد                              |
| رمي الرمح D              | ث. إنغيلبيرتنك · هولندا                       | ديان بيدسكالني · كندا               | تيريزا شيابو · بيرو                 |
| رمي الرمح D1             | P. Martin · الولايات المتحدة                  | لا يوجد                             | لا يوجد                             |
| رمي الرمح الدقيق 1C-5    | B. Delport · جنوب إفريقيا                     | C. van der Vis-Morel · هولندا       | S. Carraz · سويسرا                  |
| رمي الرمح الدقيق D       | ريوكو ساكورابا · اليابان                      | هارغريتر · النمسا                   | ديان بيدسكالني · كندا               |
| رمي الرمح الدقيق D1      | P. Martin · الولايات المتحدة                  | لا يوجد                             | لا يوجد                             |
| دفع الجلة 1A             | L. Claasen · جنوب إفريقيا                     | بارا غونزاليس · الأرجنتين           | روث ويندت · الولايات المتحدة        |
| رمي الجلة 1B             | روث روزينباوم · الولايات المتحدة              | روسلين جالاهر · جزيرة أيرلندا       | كارولين تروكسلر-فونغ · سويسرا       |
| رمي الجلة 1C             | تراسي فريمان · أستراليا                       | جيلبيرت براسي · سويسرا              | شارون مايرز · الولايات المتحدة      |
| رمي الجلة 2              | مارجيت كويل · ألمانيا الغربية                 | كريستين دوبريل · جزيرة أيرلندا      | كريستينا أفتشارشيك · بولندا         |
| رمي الجلة 3              | إيف م. ريمر · نيوزيلندا                       | والترود هاغنلوشر · ألمانيا الغربية  | إميلي شفارتز · النمسا               |
| رمي الجلة 4              | أورا غولدشتاين · إسرائيل                      | ميكي سترويل · الولايات المتحدة      | دارلين كوينلان · الولايات المتحدة   |
| دفع الجلة 5              | زيبورا روبين-روزنباوم · إسرائيل               | هازل تيري · بريطانيا العظمى         | إيفا بورجندر · سويسرا               |
| دفع الجلة أ              | إيرينا باك · بولندا                           | مارجريت جروجان · سويسرا             | ماري هاروور · بريطانيا العظمى       |
| دفع الجلة ب              | ياسوكو تاكيوشي · اليابان                      | بوزينا كفياتكوفسكا · بولندا         | لوسيل بيارجيون · كندا               |
| دفع الجلة د              | إديلترود روسو · سويسرا                        | ث. إنجلبيرتينك · هولندا             | ديان بيدسكالني · كندا               |
| دفع الجلة د1             | ب. مارتن · الولايات المتحدة                   | لا شيء                              | لا شيء                              |
| التعرج 1A                | روث ويندت · الولايات المتحدة                  | لورديس موراليس · المكسيك            | كارين دونالدسون · الولايات المتحدة  |
| التعرج 1B                | روث روزنبوم · الولايات المتحدة                | روزلين غالاغير · جزيرة أيرلندا      | روزا سيساري · إيطاليا               |
| التعرج 1C                | شارون مايرز · الولايات المتحدة                | ترايسي فريمان · أستراليا            | جيلبيرت برازي · سويسرا              |
| التعرج 2                 | كريستينا بينديتي · الأرجنتين                  | غلي ليفورد · الولايات المتحدة       | كاثلين فاغان · جزيرة أيرلندا        |
| التعرج 3                 | مارتينا تشوتشيل · ألمانيا الغربية             | إميلي شوارتز · النمسا               | م. شافر · جنوب إفريقيا              |
| التعرج 4                 | توموكو يامازاكي · اليابان                     | دارلين كوينلان · الولايات المتحدة   | ريتا لاوكس · ألمانيا الغربية        |
| التعرج 5                 | ماسامي موريموتو · اليابان                     | جوان ماكدونالد · كندا               | سيلكي بول · ألمانيا الغربية         |
| الخماسي 1A               | جوزفينا كورنيجو · المكسيك                     | لا يوجد                             | لا يوجد                             |
| الخماسي 1B               | روزالين جالاجر · جزيرة أيرلندا                | كارولين تراوكسلير-كونج · سويسرا     | جين بلاكبيرن · بريطانيا العظمى      |
| الخماسي 1C               | ليبرخت · ألمانيا الغربية                      | لا يوجد                             | لا يوجد                             |
| الخماسي 2                | روزا شفايتزر · النمسا                         | لينيت هانتر · الولايات المتحدة      | دون جاكسون · بريطانيا العظمى        |
| الخماسي 3                | إيف م. ريمر · نيوزيلندا                       | فالتراود هاجنلوشر · ألمانيا الغربية | د. كرو · كندا                       |
| الخماسي 4                | س. باتران · ألمانيا الغربية                   | أورا جولدشتاين · إسرائيل            | إلين إيل · كندا                     |
| الخماسي 5                | زيبورا روبين-روزينباوم · إسرائيل              | هيزل تيري · بريطانيا العظمى         | لا أحد                              |
| الخماسي أ                | ج. باكويت · كندا                              | ب. ستانجر · كندا                    | ت. ستيفنسون · كندا                  |
| الخماسي ب                | لوسيل بايلارجون · كندا                        | سيمونز · كندا                       | لا شيء                              |
| الخماسي د                | ستيفانيا شفيدورك · بولندا                     | لا شيء                              | لا شيء                              |
| الخماسي د1               | باربارا بيدلا · بولندا                        | لا شيء                              | لا شيء                              |